# PhpMyForum
Das phpMyForum, oder auch kurz pMF genannt, ist eine freie Software zur Bereitstellung eines Internetforums. phpMyForum basiert auf der Skriptsprache PHP und der Datenbanksoftware MySQL. Die Software steht unter der QPL-Lizenz und wurde in den Jahren 2000–2013 entwickelt.

## Funktionen
Das Forum verfügt über ein eigenes Nachrichtensystem mit E-Mail-Benachrichtigung, E-Mail-Formular, Abonnementfunktion und adaptierbaren BBCodes. Die Foren und Kategorien können beliebig verschachtelt werden und verfügen über eine eigene Suchfunktion. Eine forums- und benutzerbezogene Rechtevergabe ist möglich. Bestimmte Foren können auch für Nichtbefugte unsichtbar gemacht werden.
Die Benutzer verfügen über ein persönliches und erweiterbares Profil mit Einstellungen und Benutzeravatar. Bei der Registrierung wird die E-Mail-Adresse überprüft. Das Webforum bietet Administratoren alle gängigen Moderationsfunktionen und Möglichkeiten zu Individualisierung des Forums. Das vollständige Design des Forums ist über Templates änderbar. Die Installation des phpMyForums erfolgt ausschließlich über einen Browser.
Die gesamte Liste der Merkmale gibt es auf der Projektwebsite.

## Sicherheit
Bei der Entwicklung des phpMyForums wurde sehr viel Wert auf Sicherheit gelegt. Dabei werden u. a. Passwörter verschlüsselt gespeichert, Cookie- und Session-Authentifizierung unterstützt und es können IP-Adressen-, E-Mail- und Namens-Sperren eingerichtet werden.

## Systemvoraussetzungen
Für den reibungslosen Ablauf des pMF muss mindestens PHP 4.3 und MySQL ≤ 4.0.x eingerichtet sein. Zusätzlich sollte die Einstellung von magic_quotes_runtime und magic_quotes_sybase auf aus stehen. Die MySQL 4.1.x/5.x Unterstützung war für kommende Versionen geplant.

## Migration
Christoph Roeder bietet für das phpMyForum einen Multi-Converter an, der es durch eine angepasste Konfigurationsdatei ermöglicht, Datenbestände von anderen Foren in eine vom phpMyForum nutzbare Datenbankstruktur zu konvertieren, um so relativ einfach auf das phpMyForum migrieren zu können. Konfigurationsdateien für den Multi-Konverter gab es unter anderem für das phpBB 2.0.x und für das WoltLab Burning Board 2.2 auf der Projektwebsite zum Herunterladen. Seit 2006 gibt es keine Anpassungen mehr, um aus aktuellen Forensoftwaren konvertieren zu können.

## Geschichte
Christoph Roeder begann im Jahr 2000 das Forum zu entwickeln. Ursprünglich war es ein Übungsprojekt, um PHP zu erlernen. Ein weiterer Grund war, dass dem Entwickler bereits existierende Forensysteme nicht zusagten. Vom damaligen Code ist so gut wie nichts mehr in aktuellen Versionen enthalten. Das erste öffentliche Release des phpMyForums geht auf den 12. Mai 2002 zurück. Damals wurde es noch unter dem Namen phpForum entwickelt und veröffentlicht. Nach einigen Versionen wechselte dann der Name des Forums bei Version 3 auf phpMyForum. Inzwischen ist das Forum auf www.forensoftware.de vertreten und braucht einen Vergleich mit anderen Forensystemen nicht zu scheuen. Zudem hat sich eine aktive Community um das pMF gebildet, welche neben Christoph Roeder bei Fragen und Problemen hilft.
Seit 2005 hat sich die Forensoftware abgesehen von Sicherheitsupdates bis 2010 kaum weiterentwickelt. Der Autor teilte am 20. Mai 2016 auf seiner Homepage die Einstellung aller Aktivitäten für die Software mit.
Im Mai 2022 ist die offizielle Webseite nicht mehr erreichbar, stattdessen erscheint ein die Seite eines Hosting-Anbieters. Es ist zu vermuten, dass das Projekt zu einem nicht bekannten Zeitpunkt aufgegeben wurde.